# Musée Pop
Le Musée POP (anciennement Musée des arts et traditions populaires et Musée québécois de culture populaire) est situé au centre-ville de Trois-Rivières au Québec. Le complexe muséal comprend le bâtiment principal ainsi que la Vieille prison de Trois-Rivières.

## Expositions
(janvier 2023).
Attache ta tuque
Une exposition sur la culture populaire québécoise dont les thématiques de l'exposition ont été choisies selon un sondage réalisé en 2018, en partenariat avec la firme Léger, auprès de 1000 Québécois. Ce sont les sujets les plus populaires et ceux qui représentent le plus l’unicité des Québécois, selon le sondage, qui sont développés dans l'exposition : langue, gastronomie, hockey, Premières Nations, contes et légendes, ingéniosité, hiver, musique. Chaque zone est introduite par une expression typiquement québécoise et en lien avec la thématique présentée.

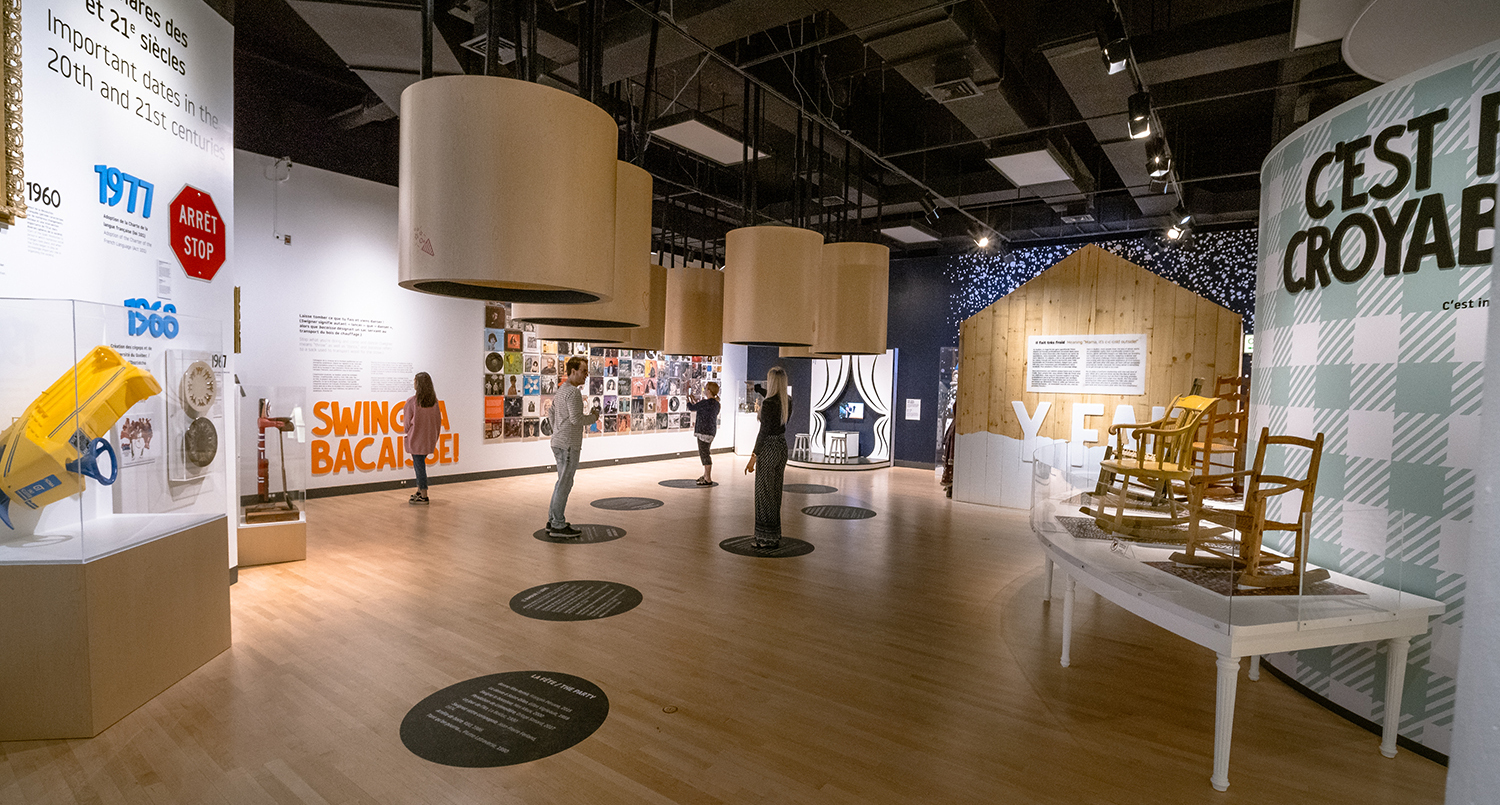
Expo Attache ta tuque! - section Swigne la bacaisse

En d'dansla prison comme solution?
Une exposition permanente, en lien avec la visite de la Vieille prison de Trois-Rivières, qui fait la lumière sur l’évolution du système carcéral québécois, du 19e siècle à aujourd'hui, en mettant l'accent sur le séjour en prison et les perceptions du public. En plus de présenter différentes facettes des systèmes carcéral et judiciaire, elle met de l'avant ses différents acteurs, par des témoignages vidéo, et suscite des réflexions. Le visiteur sera invité à enfiler un bracelet-détecteur RFID et à se prononcer sur différents enjeux de notre système carcéral. Les réponses seront transformées en œuvre digitale.
L'ADN des superhéros
Une expo-aventure jeunesse sous le thème des superhéros! Un parcours et une mission ludiques pour stimuler l’estime de soi des enfants. Voici la prémisse de l'aventure: en voulant poser une action concrète pour aider à la protection de l'environnement de la région de Trois-Rivières, le Professeur Laforest a créé le Sérum T-R3 afin d'augmenter l'intelligence et les facultés des écureuils pour qu'ils puissent contribuer à réaménager les espaces verts. Malheureusement, sur un des écureuils, l'expérience a mal tournée... Celui-ci, adoptant le nom de Maître Écurus, a décidé de mettre à profit ses nouvelles facultés pour prendre le contrôle de la Ville et faire de Trois-Rivières, son nouveau "terrain de jeu"! Le professeur doit créer de toute urgence un antidote comprenant sept ingrédients spécifiques. Pour les retrouver, il demande l'aide de petits superhéros pour sauver la ville et ainsi déjouer Maître Écurus. À travers un parcours conçu pour eux, avec cachette, mur d'escalade, jeux d'habiletés, etc, les enfants accomplissent cette mission et découvrent que les superhéros et superhéroïnes, ce sont aussi des gens qui font partie de leur vie quotidienne; scientifiques, médecins, sportifs, etc et qu'ils sont de beaux modèles pour inspirer leurs actions!  
Les curiosités de monsieur Séguin

Au fil des ans, une multitude d’objets, utilisés au quotidien par les Québécois de jadis, ont pratiquement disparu. Heureusement, l’ethnologue Robert-Lionel Séguin a parcouru les villes et les villages de la province pour acquérir ces « trésors », témoins de la culture matérielle québécoise. Toute sa vie, il a collectionné des objets qui sont aujourd’hui conservés au sein du Musée POP pour que leur histoire soit transmise aux générations futures. Certains d’entre eux sont de véritables curiosités ! Dans cette exposition, nous vous invitons à les découvrir et, pour quelques-uns, de deviner à quoi ils pouvaient bien servir.

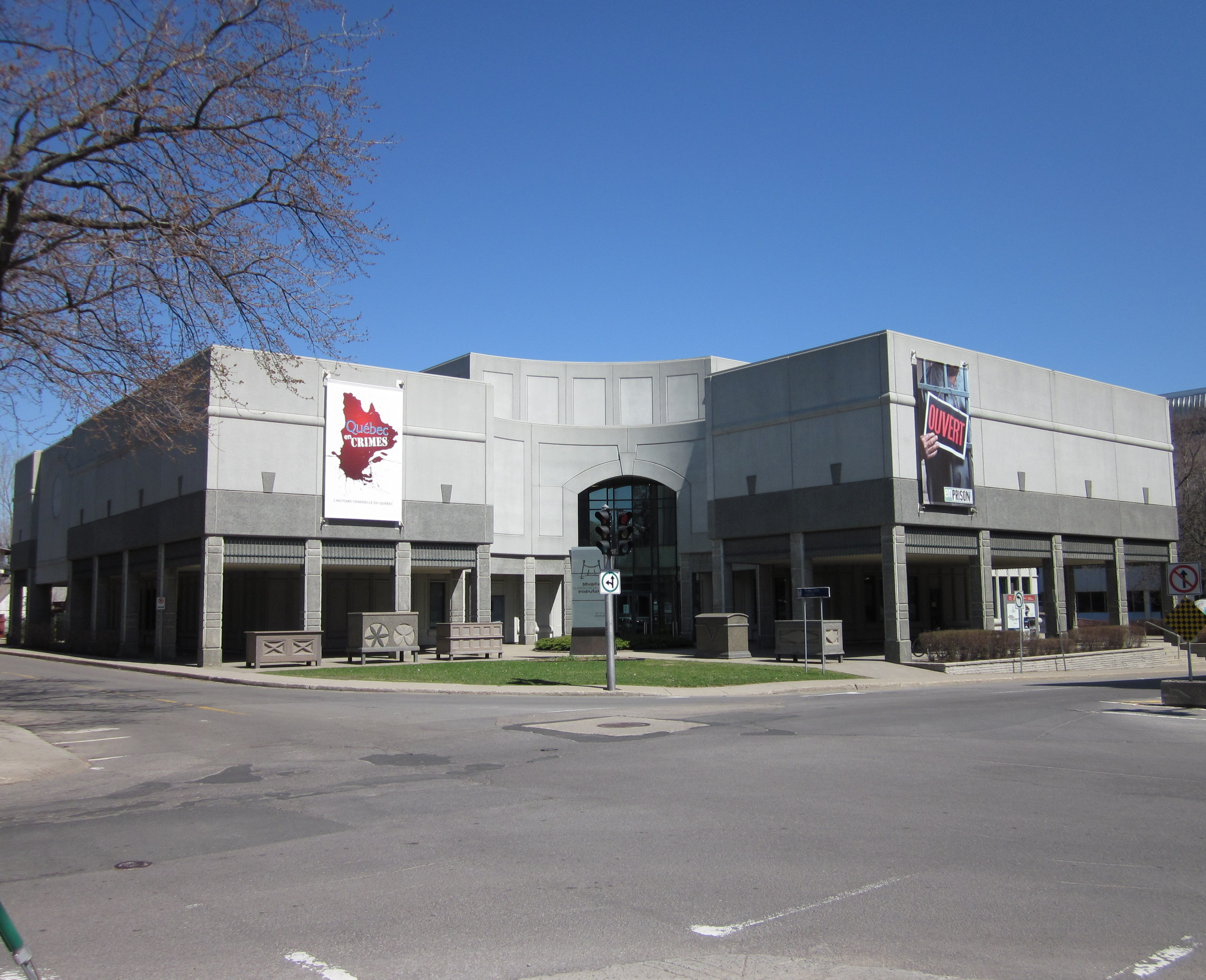
Musée POP.
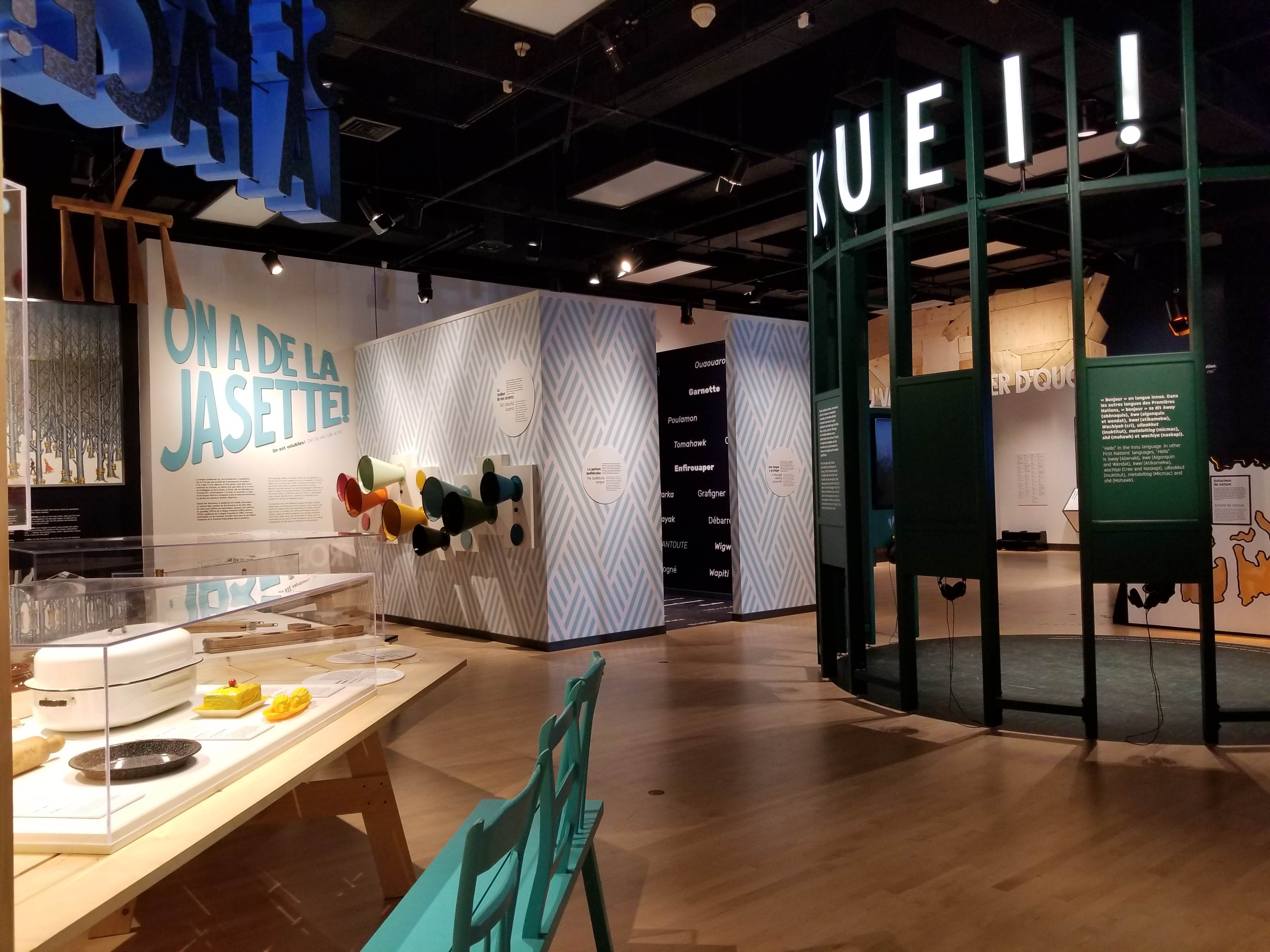
Expo Attache ta tuque.
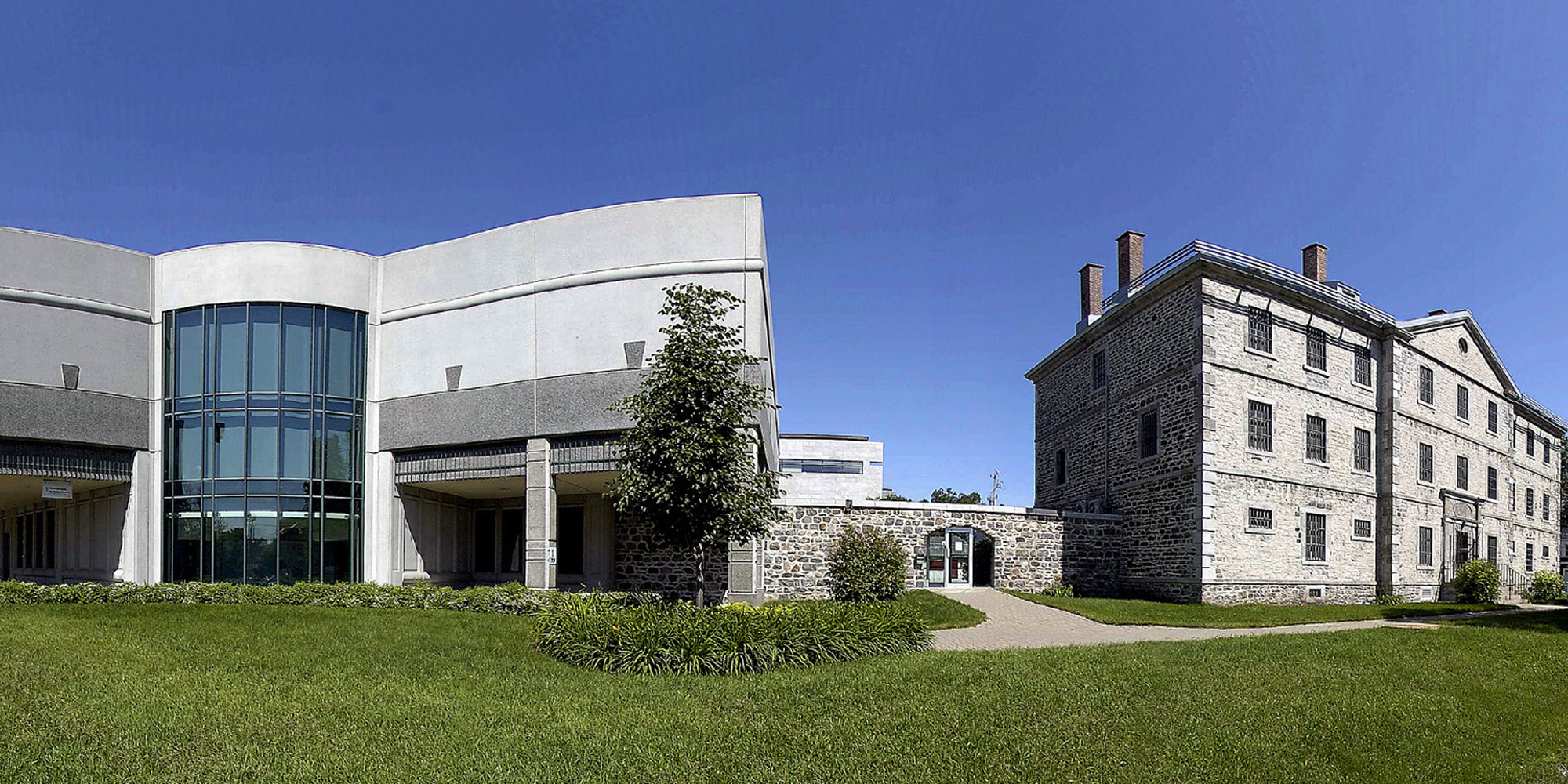
Complexe muséal Musée POP.

## Vieille prison de Trois-Rivières
La vieille prison de Trois-Rivières a été construite entre 1816 et 1822 selon les plans de l'architecte et sculpteur François Baillairgé. Elle a été classée comme immeuble patrimonial en 1978. La capacité initiale de la prison était d'environ quarante détenus mais, au cours de son histoire, plus de cent ont pu y être accueillis simultanément. Fermée en 1986 pour insalubrité, la Vieille prison de Trois-Rivières était alors le plus ancien établissement carcéral en fonction au Canada.
Durant cette visite, projections, effets sonores, audio et autres technologies numériques permettent de raconter l’histoire de cette prison (dont le bâtiment est classé patrimonial) et de susciter l’émotion du visiteur. Profitez de votre visite pour faire également la découverte, du côté du Musée, de l’exposition En d’dans : la prison comme solution? qui porte sur l’évolution du système carcéral québécois et contient des artéfacts inédits de la Vieille prison (camisole de force, armes artisanales fabriquées par les détenus, photos d’archives, témoignages vidéo, etc).